# Hakuseki Arai

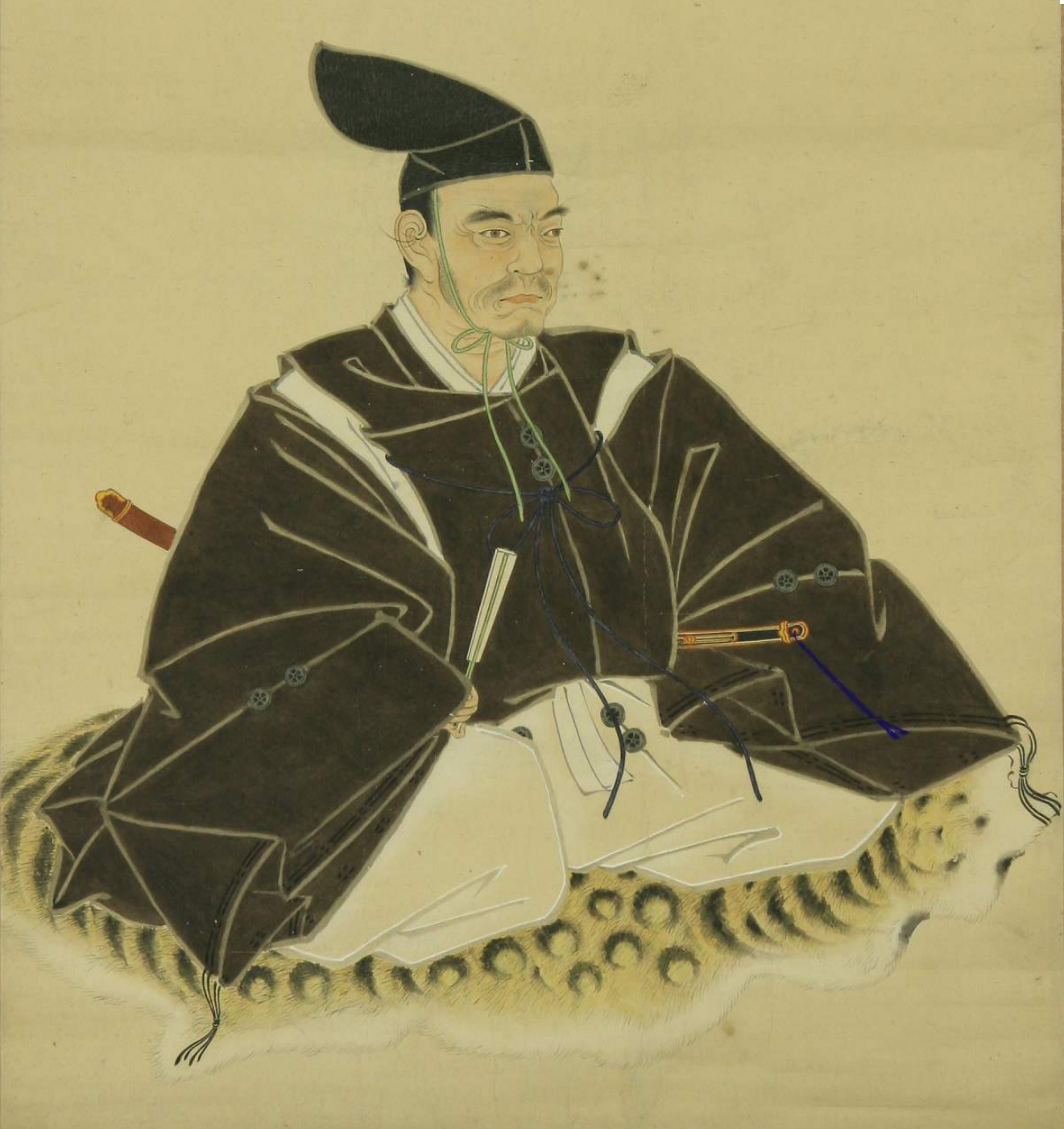
Hakuseki Arai

Hakuseki Arai (jap. 新井 白石 Arai Hakuseki; ur. 1657, zm. 1725) – japoński uczony, historyk i filozof konfucjański. Uważany za ostatniego ważnego przedstawiciela ortodoksyjnej szkoły shushi-gaku (nauka, doktryny Zhu Xi).

## Życiorys
Pochodził z prowincji Kazusa (ob. prefektura Chiba), z drobnej rodziny samurajskiej. Zainteresowania intelektualne odziedziczył po ojcu, który, zostawszy rōninem, poświęcił się studiom nad filozofią konfucjańską. W 1682 roku wstąpił na służbę u daimyō Masatoshiego Hotty, zaś w 1694 roku został zatrudniony jako nauczyciel przyszłego sioguna Ienobu Tokugawy.
Jako doradca siogunów Ienobu Tokugawy (1709–1712) i Ietsugu Tokugawy (1713–1716), będąc żarliwym apologetą systemu bakufu i wzmocnienia władzy sioguna, przeprowadził szereg reform administracyjnych i prawnych, odwołując się do wypływającej z zasad konfucjańskich idei „łaskawych rządów”. Doprowadził m.in. do wprowadzeniu zakazu eksportu pieniądza z Japonii.
Był autorem licznych dzieł historycznych. W historiografii propagował racjonalizm i staranną dokumentację faktograficzną. W poświęconej najstarszym dziejom Japonii pracy Koshitsū (古史通) poddał krytyce wartość przekazów zawartych w starożytnych kronikach. Interesował się również nauką zachodnią (rangaku). Na podstawie informacji pozyskanych w faktorii holenderskiej w Nagasaki oraz zeznań złożonych w 1708 roku przez aresztowanego za nielegalny pobyt w Japonii misjonarza Giovanniego Battisty Sidottiego sporządził opracowania poświęcone krajom Zachodu, Seiyō-kibun (西洋記聞) i Sairai-igen (采覧異言). Wśród zawartych w nich relacji znalazły się także opisy Rzeczypospolitej.